# Valbonnais
Ne doit pas être confondu avec Valbonne.
Valbonnais (en occitan alpin : Vaubonés) est une commune française située dans le département de l'Isère, en région Auvergne-Rhône-Alpes.
Valbonnais est le centre d'une région naturelle nommée le Valbonnais, dont l'étendue est celle du bassin versant de la Bonne, un affluent du Drac.

## Géographie

### Situation
« Le Valbonnais est essentiellement la vallée moyenne de la Bonne, affluent du Drac.[…] C’est une large cuvette qui s’ouvre à la sortie de la gorge du Pont du Prêtre fermée au Nord par la masse importante du Quoirau, à l’est par les contreforts étagés de l’Arcanier, et au midi par le Colombier que prolonge la chaîne de l’Averset. C’est un fond de lac alpin, sur les bords duquel se trouve l’agglomération de Valbonnais (750 mètres d’altitude) et les hameaux de Verneys, des Angelas, de la Roche, plus à l’est, Entraigues. »
— Marcelle Péry, A l'ombre de la montagne, Éditions de l'Ubac, 2006
La commune de Valbonnais est située à la lisière nord-ouest du massif des Écrins, dans la zone périphérique du parc, à une dizaine de kilomètres à l'est de la Mure. Elle occupe une plaine alluviale formée par la Bonne, affluent du Drac, qui la traverse d'est en ouest. Elle est dominée au nord par le Coiro, pointe sud du massif du Taillefer, qui culmine à 2 606 mètres, et séparée au sud du Beaumont par un alignement collinaire qui prolonge vers l'ouest le mont Colombier (alt. 1 948 m), et qui n'est franchissable qu'au col de Parquetout (alt. 1 382 m).

### Communes limitrophes
| Oris-en-Rattier           |                          | Chantepérier |
| Siévoz                    | Valbonnais               | Entraigues   |
| Saint-Laurent-en-Beaumont | Saint-Michel-en-Beaumont |              |

### Climat
Pour des articles plus généraux, voir Climat d'Auvergne-Rhône-Alpes et Climat de l'Isère.
En 2010, le climat de la commune est de type climat de montagne, selon une étude du Centre national de la recherche scientifique s'appuyant sur une série de données couvrant la période 1971-2000. En 2020, Météo-France publie une typologie des climats de la France métropolitaine dans laquelle la commune est exposée à un climat de montagne ou de marges de montagne et est dans la région climatique  Alpes du sud, caractérisée par une pluviométrie annuelle de 850 à 1 000 mm, minimale en été. 
Pour la période 1971-2000, la température annuelle moyenne est de 9,6 °C, avec une amplitude thermique annuelle de 18,4 °C. Le cumul annuel moyen de précipitations est de 1 109 mm, avec 8,6 jours de précipitations en janvier et 6,2 jours en juillet. Pour la période 1991-2020, la température moyenne annuelle observée sur la station météorologique de Météo-France la plus proche, « Lavaldens », sur la commune de Lavaldens à 9 km à vol d'oiseau, est de 8,3 °C et le cumul annuel moyen de précipitations est de 1 241,5 mm,. Pour l'avenir, les paramètres climatiques de la commune estimés pour 2050 selon différents scénarios d'émission de gaz à effet de serre sont consultables sur un site dédié publié par Météo-France en novembre 2022.

### Hydrographie
Le territoire de la commune est traversé par la Malsanne, un affluent (rive droite) de la Bonne et donc un sous affluent du Drac et de l'Isère.

### Voies de communication
Valbonnais est traversé d'est en ouest par la route départementale (ex-nationale) 526, qui, côté aval, rejoint au lieudit Pont-Haut, au sud de la Mure, la route nationale 85 (la « route Napoléon »), et, côté amont, remonte au nord-est vers le col d'Ornon pour rejoindre l'Oisans, en laissant à Entraigues un embranchement vers le Valjouffrey. Au sud, la petite D 212f monte depuis le pont des Fayettes vers le col de Parquetout, d'où elle redescend vers Saint-Michel-en-Beaumont.

## Urbanisme

### Typologie
Au 1er janvier 2024, Valbonnais est catégorisée commune rurale à habitat dispersé, selon la nouvelle grille communale de densité à sept niveaux définie par l'Insee en 2022.
Elle est située hors unité urbaine et hors attraction des villes,.

### Occupation des sols
L'occupation des sols de la commune, telle qu'elle ressort de la base de données européenne d’occupation biophysique des sols Corine Land Cover (CLC), est marquée par l'importance des forêts et milieux semi-naturels (76,1 % en 2018), en diminution par rapport à 1990 (79,6 %). La répartition détaillée en 2018 est la suivante :
forêts (57,2 %), zones agricoles hétérogènes (22,6 %), espaces ouverts, sans ou avec peu de végétation (9,6 %), milieux à végétation arbustive et/ou herbacée (9,4 %), zones urbanisées (1,3 %). L'évolution de l’occupation des sols de la commune et de ses infrastructures peut être observée sur les différentes représentations cartographiques du territoire : la carte de Cassini (XVIIIe siècle), la carte d'état-major (1820-1866) et les cartes ou photos aériennes de l'IGN pour la période actuelle (1950 à aujourd'hui).

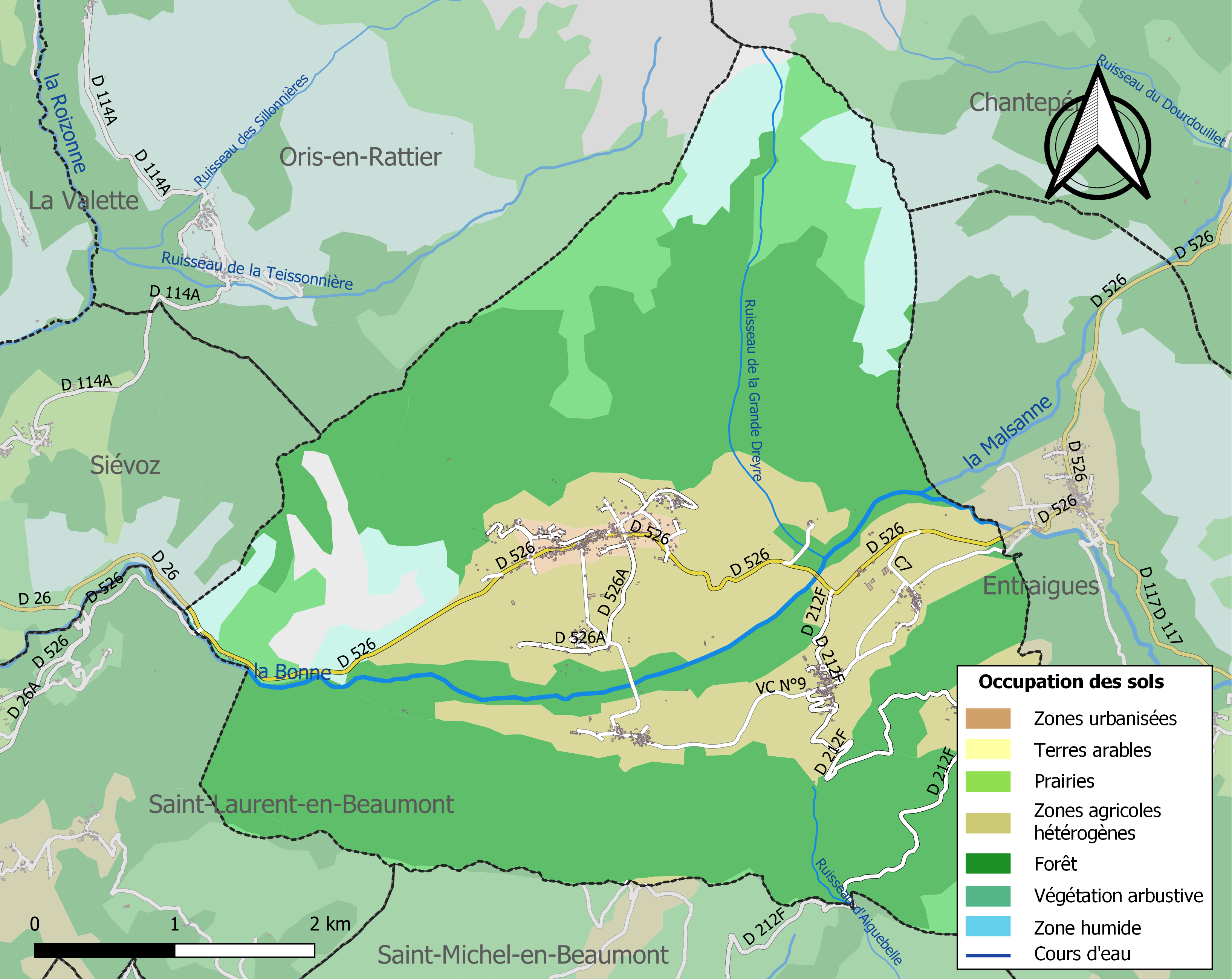
Carte des infrastructures et de l'occupation des sols de la commune en 2018 (CLC).

## Toponymie
Le territoire de la commune correspond au bassin versant du torrent alpin de la Bonne, ce qui explique son nom.
La rivière, ancien français bone/bodne/bonne, du gaulois bodina, "borne, limite", faisait la frontière entre les Ucènes de la Romanche et les Tricores du Trièves et du Valgaudemar.

## Histoire
Les sources disponibles pour établir l'histoire de Valbonnais sont relativement réduites jusqu'au Moyen Âge classique. En revanche, à partir de cette période, elles sont beaucoup plus nombreuses et ont fait l'objet d'études sur certains points.
La région est anciennement connue comme Vallis bonnesii, vallée du Bonnesium (nom gallo-romain).

### Descriptions historiques
Valbonnais a été au Moyen Âge et jusqu'en 1789 le centre d'une entité féodale (dénommée mandement ou seigneurie) constituée de cinq paroisses : Valbonnais, Entraigues, Valjouffrey, Le Périer, Chantelouve.
Cette entité était sous l'autorité d'un seigneur qui percevait des droits et rendait justice sur ses terres. La seigneurie était organisée autour d'un château (certainement le deuxième construit sur le plan chronologique) avec une maison forte à proximité et une tour de contrôle de vingt-huit mètres de haut. Un prieuré clunisien a été fondé à proximité vers 950.

### La seigneurie de Valbonnais
La seigneurie est l'objet d'une attention particulière du pouvoir et représente un bien prestigieux ce qui explique qu'elle soit attribuée en 1421 à Jean de Dunois, connu pour avoir été élevé avec le futur Charles VII et un des compagnons de combats de Jeanne d'Arc.

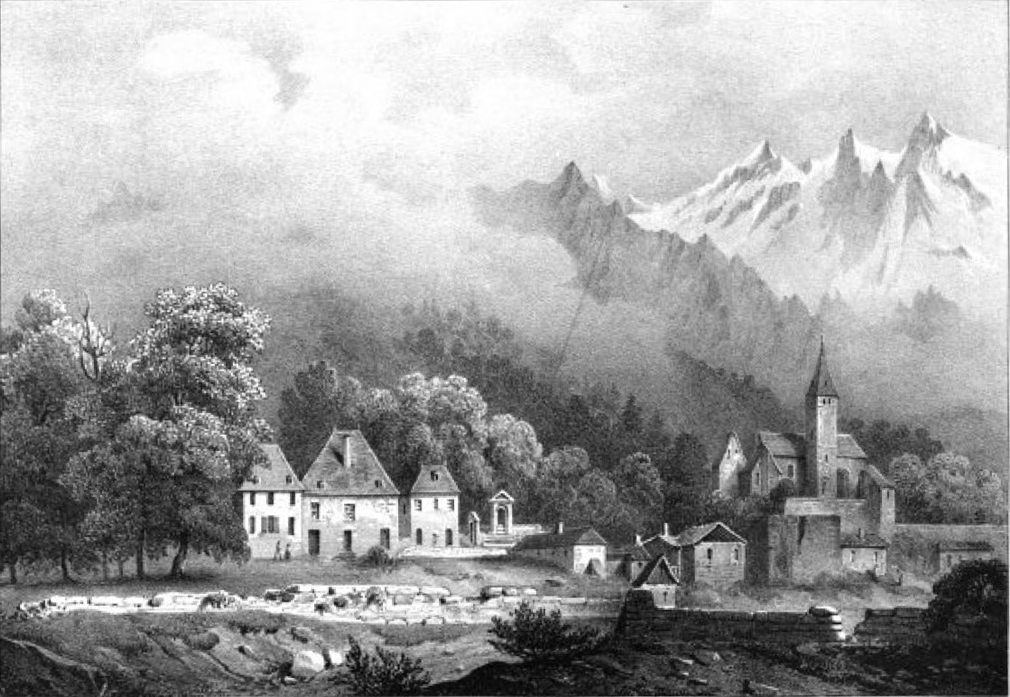
Valbonnais au XIXe siècle, illustrée par Victor Cassien (1808 - 1893).

Le mandement du Valbonnais a constitué une baronnie à partir de 1632. En 1677, il devient la propriété de la famille Moret de Bourchenu, lignée de parlementaires dauphinois, qui achète les terres de Valbonnais par échange auprès de Jacques II de Poligny. Il est érigé en marquisat en 1694 au bénéfice de Jean-Pierre Moret de Bourchenu, premier président de la Chambre des comptes du Dauphiné, qui prend alors le titre de marquis de Valbonnais. Le mandement restera aux mains des Moret de Bourchenu jusqu'à la Révolution française, date à laquelle les structures d'Ancien Régime ont été remplacées par les départements, cantons et communes.

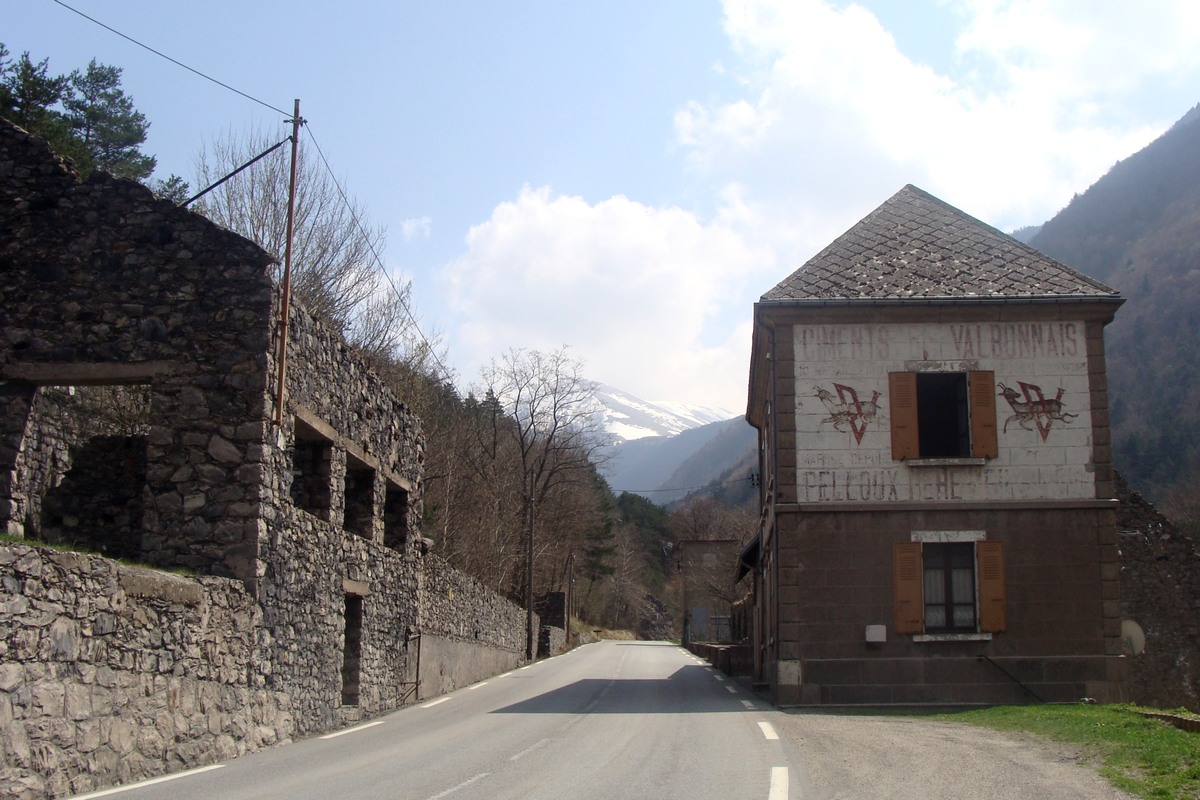
L'ancienne usine de Pont-du-Prêtre.

De 1926 à 1950, Valbonnais a été desservi par un chemin de fer à voie métrique et à traction électrique, embranchement de la ligne de chemin de fer de La Mure à Corps construit pour desservir les cimenteries de Pont-du-Prêtre, dont on peut encore voir les ruines au bord de la route. Cette cimenterie a occupé une place majeure dans la vie du village du fait de son importance économique pendant une soixantaine d'années (elle ne survit pas à la crise des années 1930 alors que le ciment produit avait été exporté). La voie ferrée comportait une gare intermédiaire à Pont-du-Prêtre, devenue maison d'habitation privée, et une gare terminus à l'entrée du bourg de Valbonnais. Le projet de construction d'un chemin de fer à crémaillère ou d'un téléphérique prolongeant ce chemin de fer en direction de la crête de la Salette n'a pas eu de suite.
En août 1944, des Allemands de la 157e division d'infanterie du général Karl Pflaum qui avaient participé à la destruction du maquis du Vercors le mois précédent ont brièvement occupé la commune de Valbonnais du 9 au 12 août. Cinq résistants furent tués lors de combats qui eurent lieu au lieu-dit "Pont du Prêtre", un résistant fut sommairement exécuté et trois hommes qui se cachaient dans les bois furent également tués,.

## Politique et administration

### Liste des maires
| Période                                  | Période   | Identité         | Étiquette            | Qualité                                                |
| ---------------------------------------- | --------- | ---------------- | -------------------- | ------------------------------------------------------ |
| 1965                                     | mars 2001 | Marcel Berthier  | DVG puis PS puis DVD | Conseiller général du Canton de Valbonnais (1979-2004) |
| mars 2001                                | 2020      | Denis Macé       | DVD                  | Retraité                                               |
| 2020                                     | En cours  | Gilbert Maugiron |                      |                                                        |
| Les données manquantes sont à compléter. |           |                  |                      |                                                        |

## Population et société

### Démographie
L'évolution du nombre d'habitants est connue à travers les recensements de la population effectués dans la commune depuis 1793. Pour les communes de moins de 10 000 habitants, une enquête de recensement portant sur toute la population est réalisée tous les cinq ans, les populations de référence des années intermédiaires étant quant à elles estimées par interpolation ou extrapolation. Pour la commune, le premier recensement exhaustif entrant dans le cadre du nouveau dispositif a été réalisé en 2005.

En 2022, la commune comptait 514 habitants, en évolution de +3,21 % par rapport à 2016 (Isère : +3,07 %, France hors Mayotte : +2,11 %).
| 1793  | 1800  | 1806  | 1821  | 1831  | 1836  | 1841  | 1846  | 1851  |
| ----- | ----- | ----- | ----- | ----- | ----- | ----- | ----- | ----- |
| 1 820 | 1 233 | 1 251 | 1 258 | 1 386 | 1 405 | 1 327 | 1 384 | 1 339 |

| 1856  | 1861  | 1866  | 1872  | 1876  | 1881  | 1886  | 1891  | 1896  |
| ----- | ----- | ----- | ----- | ----- | ----- | ----- | ----- | ----- |
| 1 288 | 1 307 | 1 234 | 1 290 | 1 326 | 1 451 | 1 243 | 1 204 | 1 124 |

| 1901  | 1906  | 1911  | 1921 | 1926 | 1931 | 1936 | 1946 | 1954 |
| ----- | ----- | ----- | ---- | ---- | ---- | ---- | ---- | ---- |
| 1 110 | 1 046 | 1 014 | 822  | 787  | 793  | 743  | 641  | 606  |

| 1962 | 1968 | 1975 | 1982 | 1990 | 1999 | 2005 | 2006 | 2010 |
| ---- | ---- | ---- | ---- | ---- | ---- | ---- | ---- | ---- |
| 597  | 521  | 431  | 434  | 486  | 440  | 485  | 491  | 503  |

| 2015 | 2020 | 2022 | - | - | - | - | - | - |
| ---- | ---- | ---- | - | - | - | - | - | - |
| 499  | 512  | 514  | - | - | - | - | - | - |

### Enseignement
La commune relève de l'académie de Grenoble.

### Médias
Historiquement, le quotidien régional Le Dauphiné libéré consacre, chaque jour, y compris le dimanche, dans son édition de Romanche et Oisans, un ou plusieurs articles à l'actualité de la communauté de communes, du canton, ainsi que des informations sur les éventuelles manifestations locales.
La commune est située sur l'aire de diffusion de radio Ici Isère, une radio publique qui émet sur tout le territoire du département de l'Isère.

### Cultes
La communauté catholique et l'église paroissiale de Valbonnais (propriété de la commune) dépendent de la paroisse Saint Pierre Julien Eymard qui rassemble un grand nombre de villages autour de la cité de La Mure. Cette paroisse est rattachée au diocèse de Grenoble-Vienne.

## Économie
« Valbonnais veut dire en effet vallis bona, bonne vallee, et c'est bien dit ; car il semble que Dieu ait jeté ici à profusion toutes les bonnes choses de la création. Je ne parle pas seulement des richesses céréales et agricoles qui lui ont fait donner son nom ; on y trouve encore des truites toujours fraîches, des écrevisses exquises, du gibier en abondance, des fruits délicieux, ainsi que nous pûmes nous en convaincre par l'excellent déjeuner qui nous fut servi à Valbonnais. »
— Ernest de Toytot, Voyage de Grenoble à la Salette, Chez Baratier frères et fils, 1863, p.297
Traditionnellement vouée à l'agriculture, la commune de Valbonnais a hébergé pendant une soixantaine d'années une cimenterie, la Société des Ciments Portland de Valbonnais, Pelloux, Père, Fils et Cie, créée en 1878 à Pont-du-Prêtre, à l'extrémité ouest de la commune, pour exploiter les calcaires argileux pour la production de ciments hydrauliques. Mais cette exploitation survit pas à la crise des années 1930 alors que le ciment produit avait été exporté.

### Tourisme
- La randonnée pédestre est encouragée par de nombreux sentiers de village balisés, des sentiers de randonnée du Plan départemental des itinéraires de promenades et de randonnées (PDIPR), entretenus par la Communauté de communes de la Matheysine (CCM), et le sentier de grande randonnée GR 50 (tour du Parc national des Écrins), qui traverse la commune entre Oris-en-Rattier et Entraigues[23].
- Deux circuits de VTT entretenus par la CCM traversent Valbonnais : Tour du Roussillon et Crête de la Sciau.
- Baignade l'été au plan d'eau de Valbonnais, de 6 ha. Sur la base nautique l'association Sport Bien-être et loisirs propose des locations de canoë-kayak et paddle sur le lac ainsi que des descentes en rivière sur la Bonne.
- De nombreuses associations locales proposent d'autres activités de nature (chasse, pêche, etc.) ou d'intérieur[24].
- Plusieurs gîtes, campings et camping-cars permettent de séjourner sur la commune.

## Culture locale et patrimoine

### Langue
Historiquement, le Valbonnais (sauf les communes de la vallée de la Roizonne) appartient à la zone de parlers occitans de type vivaro-alpins. En Occitan, la commune se nomme Vaubonés.
Les habitants de Valbonnais sont appelés les Valbonnetins. Les habitants de certains hameaux ont des noms particuliers : Engelaurous (Engelas), Rouchaïrous (la Roche), Vernusaux (les Verneys), Pécharaux (Péchal).

### Lieux et monuments
- Le vieux château féodal d'Hugonin Alleman, ou petit château de Valbonnais, est connu sous le nom de manoir des Nicolos. Construit à l'origine du XIVe ou XVe siècle, il est remanié dans les siècles suivantes[26],[27].
- Le château de Valbonnais, dans la partie sud-ouest du village, construit en 1608[26]. La forme du château n'a que très peu variée depuis ses origines, seules les dépendances jouxtant le château datent de la seconde moitié du XIXe siècle.
- Le « carré magique » : une pierre, datant du XVIIe siècle, scellée sur un mur de la rue principale du village :

Cette inscription est un palindrome double : elle peut se lire indifféremment de gauche à droite, de droite à gauche en commençant par le bas, mais aussi verticalement de haut en bas, ou de bas en haut en commençant par la droite. On la trouve en divers lieux et elle a fait couler beaucoup d'encre. Celle-ci, à proximité d'un bâtiment judiciaire, servait peut-être d'élément porte-bonheur visant à protéger le lieu des incendies comme cela arrivait fréquemment. La pierre est classée parmi les monuments historiques au titre d'objet.
- L'église paroissiale Saint-Pierre de Valbonnais, construite entre 1865 et 1867 en remplacement de l'ancienne église prieurale démolie pour percer une rue[29].
- L'église Saints-Jacques-et-Philippe des Engelas, elle aussi du XIXe siècle.
- Les chapelles Saint-Jean-Baptiste (à Péchal), Saint-Barthelemy (aux Verneys), de la Nativité (à la Roche), de la Visitation (à Chabrand), Saint-Pierre-et-Saint-Bernard (à Bourcheny).
- Le pont des Fayettes, ou pont la Fayette, est un pont routier sur la rivière Bonne, sur la route d'Entraigues. Ce pont, construit essentiellement en bois, a été mis en service en juillet 2000, en remplacement d'un ancien pont en béton à voie unique. Afin de valoriser les ressources naturelles à l'entrée du Parc national des Écrins, le conseil général de l'Isère, maître d'ouvrage, a voulu qu'il soit construit en bois d'essences locales (mélèze, épicéa, pin sylvestre). Pour faire face aux conditions hivernales rudes, il est muni d'une couverture, entièrement en bois, qui lui donne un cachet original.
- Le canal de Valbonnais du XIVe siècle.
- Nombreux bassins et anciens lavoirs, au bourg et dans les hameaux[30]

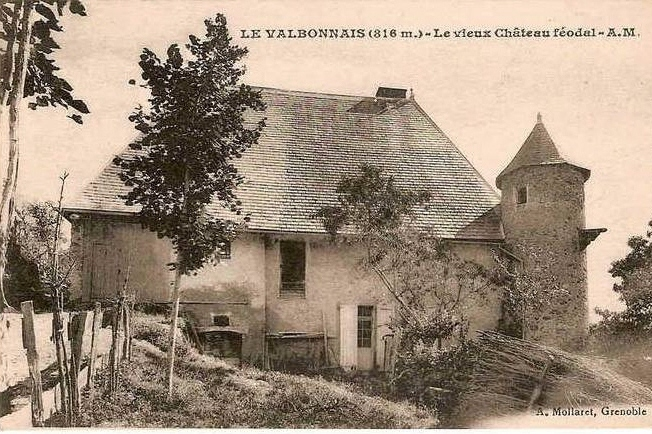
Le vieux château féodal.
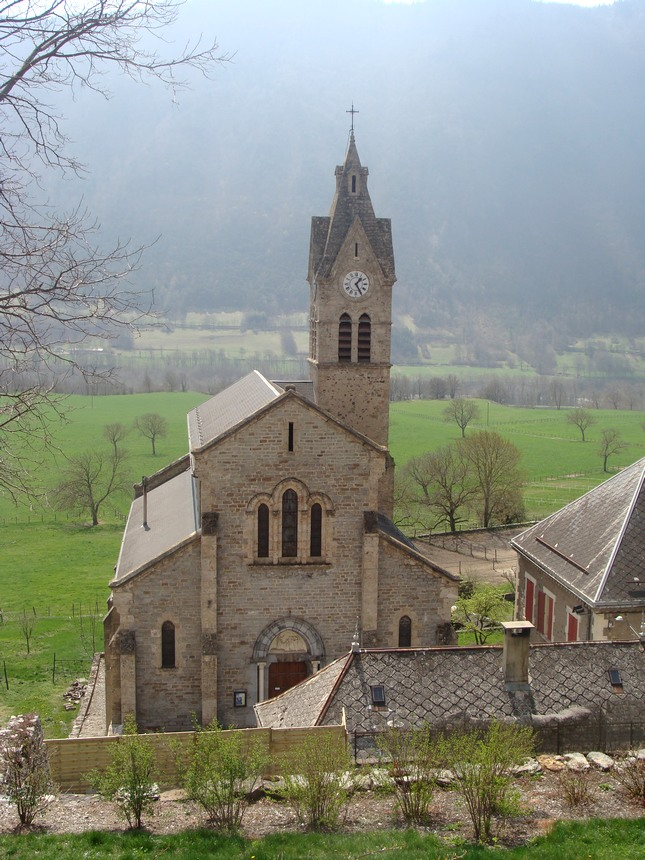
L'église paroissiale.
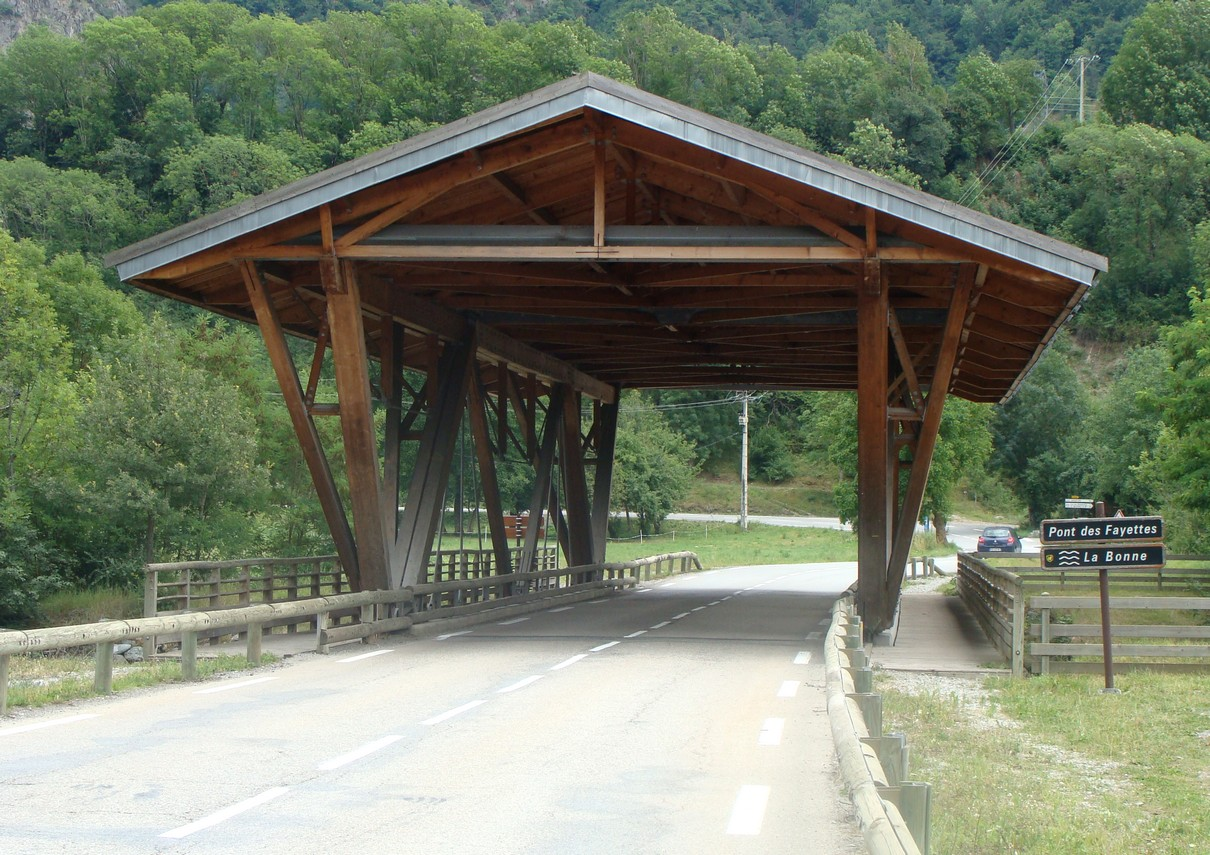
Le pont des Fayettes.
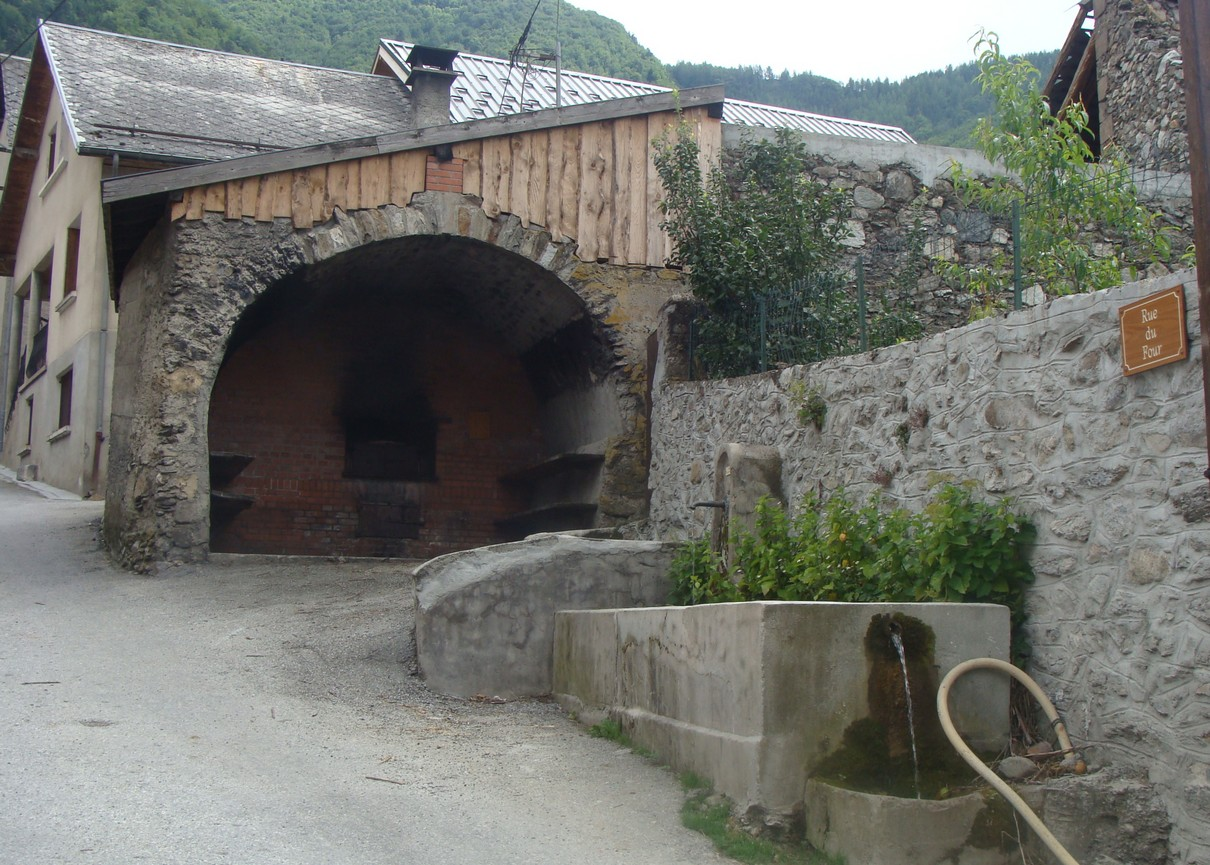
Anciens four et bassin-lavoir aux Angelas.

#### Lieux et monuments disparus
- Le château fort de Valbonnais, du XIIe siècle fut propriété de la famille Alleman et des Dauphins. Disparu, sa localisation reste incertaine[26].
- La « Tour des Aynard »[27].
- La maison forte des Aynard[27].
- Le prieuré clunisien de Valbonnais[27].

### Personnalités liées à la commune
- Jean-Pierre Moret de Bourchenu (1651–1730) : marquis de Valbonnais, magistrat dauphinois, président de la Chambre des Comptes, historien.
- Jacques Champollion : né le 10 février 1744 au hameau de La Roche. Ses parents sont originaires de Valjouffrey. Il quitte Valbonnais en 1770 pour se fixer à Figeac où il se marie le 28 janvier 1773 et travaille dans la librairie de son beau-père M. Gallieu. Il est le père de Jean-François Champollion et Jacques-Joseph Champollion.
- André Champollion : cousin germain de Jean-François et Jacques-Joseph Champollion, né le 17 mai 1765 au hameau des Angelas. Capitaine au 32e régiment d'infanterie de ligne, il participe aux campagnes d'Italie et d'Égypte puis est prisonnier des Anglais de 1804 à 1814. Fait chevalier de la Légion d'honneur en 1814[31].
- Barthélémy Buis : né le 2 février 1768 au hameau des Verneys, il s’enrôle en 1792 dans le corps des hussards du treizième régiment de Napoléon. Il est blessé de plusieurs coups de sabre à la bataille de Zurich en 1799. Il intègre en 1800 les chasseurs à cheval de la garde impériale. Il est récompensé de la Légion d’honneur le 14 mars 1806[32] et mis en retraite la même année après plus de 13 années de campagnes.
- Henri Collomb, né le 14 décembre 1913 à Valjouffrey[33] et mort le 9 octobre 1979 à Nice, psychiatre et médecin militaire français. Son père Célestin Marcellin Collomb, cultivateur à Valbonnais, est né à Valbonnais le 20 mars 1877[34],[35].
- Jacques Jean Antoine Aribert : né à Valbonnais en 1776 et décédé à Grenoble en 1842. Il remporte à l'École centrale de Grenoble le 2e prix de mathématique. Camarade de Stendhal, celui-ci fera allusion dans la Vie de Henry Brulard, au « bon Aribert », rappelant « sa faiblesse devant la vie et sa bonne foi ». Il fut conseiller municipal de Grenoble et administrateur de l'hospice sous la monarchie de Juillet. Grâce à plusieurs héritages du côté de sa femme, il acquit des biens à Jarrie, Brié et Vaulnaveys, puis des maisons à Grenoble. Il acheta le 4 juillet 1818 l'hôtel de Belmont, rue quai Créquy, qu'il garda jusqu'à sa mort.
- Antoine Pelloux : fondateur de la Société des Ciments Portland de Valbonnais, Pelloux, Père, Fils et Cie en 1878[36].
- Colette Buisson, née Court : née en 1933 à Valbonnais. Présidente du Souvenir français (comité Valbonnais) pendant 18 ans et Présidente Honoraire entre 2012 et 2020. Décédée en 2021.

### Héraldique
|  | Valbonnais possède des armoiries dont l'origine et le blasonnement exact ne sont pas disponibles. |